# Diodati (Band)
Diodati ist eine um das Jahr 2000 gegründete Neoklassikband, die aus der Band „Westwerk“ hervorging. Zentrales Anliegen und Motiv der künstlerischen Arbeit ist einerseits die Auseinandersetzung mit klassischer Lyrik und Komposition. Daraus folgt eine Verwendung von Zitaten und Versatzstücken im eigenen Schaffen. Andererseits sieht sich Diodati als offenes, künstlerisches „Projekt“ und weniger als Band. Um einen festen Kern an Personen wird anderen Musikern und Künstlern die Freiheit gelassen, sich am kreativen Schaffen zu beteiligen und sich selbst einzubringen.

## Geschichte
Diodati gingen mit ihren Gründungsmitgliedern Gwydion und AjNa um 2000 aus der Gothicband „Westwerk“ hervor. Zu Beginn beschränkte sich die Band darauf, klassische Texte bekannter Autoren mit klassischer Klaviermusik zu vertonen und damit live aufzutreten. Im Zuge dieser Arbeit entstanden die ersten Aufnahmen und wurden unter dem Titel „I“ auf CD zusammengetragen und im Eigenvertrieb veröffentlicht.
Im Lauf der Zeit wurden häufiger eigene Texte vertont und mehr eigene Kompositionen erstellt. So entstand das erste Studioalbum „Souls Lament“, ein Konzeptalbum, das wie ein Drama aufgebaut ist und die Unmöglichkeit der Liebe zum Inhalt hat. Mit diesem Album unterzeichneten Diodati im September 2005 ihren ersten Labelvertrag bei „Bright-Light-Records“. Gwydion, AjNa und Tysja machten es sich dabei zur Maxime, viele verschiedene Stile und Musikrichtungen miteinander zu verbinden.
2007 beschlossen AjNa und Gwydion erneut eine Klassik-CD im Stile der „I“ aufzunehmen. Als roter Faden sollte sich das Thema „Traum“ durch die CD ziehen und so entstand „Traumschaudergespinste“, die wie die erste Klassik-CD im Eigenvertrieb veröffentlicht wurde.
Nach einer erfolgreichen Zusammenarbeit zogen sich AjNa und Tysja aus dem kreativen Prozess der Liedfindung zurück, blieben dem Projekt aber bei Aufnahmen und auf der Bühne treu. Neue Mitglieder der Band wurden Svyati am Cello und Elias als am Klavier und Kontrabass. Zusammen begannen sie mit der Arbeit am Konzeptalbum „Diem supremum obire“ (lat.: ‚dem letzten Tag entgegengehen‘), das sich mit dem Tod in all seinen Facetten auseinandersetzt. Die Arbeit daran begann bereits 2007 im Zuge des Kennenlernens von Gwydion und Svyati, veröffentlicht wurde die CD aber erst im Oktober 2011 nach einem Labelwechsel zu Körperschall Records.
Schon während der abschließenden Arbeit an „Diem supremum obire“ beschäftigte sich die Band mit neuen Kompositionen und Texten und arbeitete nach der Veröffentlichung weiter konstant am nächsten Album. Im November 2013 erschien mit „Susurrus Lake“ die erste CD, die kein Konzeptalbum ist. Die Lieder sind nach Angaben der Musiker eher als Collage zu verstehen, die dem Zuhörer erlauben sollen, eigene Geschichten und Bilder dazu zu assoziieren. Als Fixpunkt steht dabei lediglich das Bild des Sees, das sich auch im Albumtitel wiederfindet (eng.: ‚Geflüstersee‘) und als titelgebendes Stück im Zentrum des Albums steht. Flüstern als Stilmittel zieht sich durch das Album. Auch die sonstige kompositorische Umsetzung unterscheidet sich von den Vorgängern und wird hier durch den Einsatz von elektronischen und Industrial-Elementen ergänzt.

## Diskografie
- 2003: I – Lesungs-CD (Eigenvertrieb)
- 2005: Souls Lament – Album (Bright Light Records)
- 2007: Traumschaudergespinste – Lesungs-CD (Eigenvertrieb)
- 2011: Diem supremum obire – Album (Körperschall Records)
- 2013: Susurrus Lake – Album (Körperschall Records)

## Personen

### Gründungsmitglieder
- Sprache, Gesang: Gwydion Enbarr
- Klavier: AjNa (Angelika Plötz)

### Aktuelle Mitglieder
- Sprache, Gesang, Perkussion: Gwydion Enbarr
- Cello, Melodika, Gitarre, Gesang: Svyati (seit 2007)
- Klavier, Akkordeon, Kontrabass, Schlagzeug: Dr. Elias (seit 2008)
- Gesang: Coco Grace (seit 2014)

### Ehemalige Mitglieder
- Gesang: Barbara „Tysja“ Volpert (2004–2006)
- Klavier: AjNa (Angelika Plötz) (2000–2006)

### Gastmusiker/-künstler
- Alexander Kaschte: Mastering (Souls Lament)
- Eva Schinko: Geige (Souls Lament)
- Ophelia: Bassflöte (Souls Lament)
- Stephanie Luzie: Gesang (Souls Lament)
- Stefan „SiS“ Siegl: Gesang (Souls Lament)
- Lady Antigone & Sklave: Sprache, Installation (Souls Lament)
- Simon Ritzenberger: Saxophon (Shades)
- Simon Brandl: Audioinstallation (Souls Lament)
- Kreszenz Sieber: Rezitation (Souls Lament)
- Jennifer Pluntke: Artwork (Souls Lament, Diem supremum obire)
- Marcus Testory: Rezitation (Diem supremum obire)
- Christian von Aster: Rezitation (Diem supremum obire)
- Sebastian Wall: Produktion (Traumschaudergespinste, Diem supremum obire)
- Daniel Kratz: Produktion (Diem supremum obire)
- Maximilian Wall: Mischen, Mastering (Diem supremum obire, Susurrus Lake)
- „Madame“ Nina: Photographien (Diem supremum obire), Text (Susurrus Lake)
- Florian Speth: Aufnahme, Schlagzeug, Gitarre (Susurrus Lake)
- Miss von Extravaganz: Fotos (Susurrus Lake)
- Bianca Birr: Artwork (Susurrus Lake)
- Jewgeni Kerschner: Bratsche (Susurrus Lake)
- Sonja Kraushofer: Gesang (Susurrus Lake)